# Bohyeonsan
Bohyeonsan är ett berg i Sydkorea.   Det ligger i provinsen Norra Gyeongsang, i den östra delen av landet, 240 km sydost om huvudstaden Seoul. Toppen på Bohyeonsan är 831 meter över havet, eller 63 meter över den omgivande terrängen. Bredden vid basen är 1,7 km.
Terrängen runt Bohyeonsan är huvudsakligen kuperad. Runt Bohyeonsan är det tätbefolkat, med 397 invånare per kvadratkilometer. I omgivningarna runt Bohyeonsan växer i huvudsak blandskog.